# Jami (программа)
Jami (ранее GNU Ring, SFLphone) — свободный кроссплатформенный SIP/IAX2-совместимый софтфон. Доступны версии для Linux, Windows, macOS, iOS, Android.
Документация Ubuntu рекомендует его для корпоративного использования из-за таких возможностей, как поддержка конференций и участие в передаче вызовов. Он был процитирован журналом CIO в числе 5 софтфонов для VoIP с открытым исходным кодом, достойных рассмотрения.
Поддержку осуществляет Savoir-faire Linux.
Документация на французском доступна на сайте Ubuntu-fr.

## Внутреннее устройство SFLphone
SFLphone основан на модели MVC: служба и клиент являются двумя отдельными процессами, которые общаются через D-Bus. При этом модель — служба, и она выполняет всю обработку, включая коммуникационный слой (SIP/IAX), захват и воспроизведение аудио и т. д. Представление — графический интерфейс пользователя на основе GTK+, а контроллер — D-Bus, который обеспечивает связь между клиентом и сервером.

## Список функций
- Совместимость с SIP и IAX
- Неограниченное число звонков
- Запись вызовов
- Поддержка видео вызова
- Участие в передаче вызова
- Удержание вызова
- Аудиоконференции из нескольких участников (с версии 0.9.7)
- Поддержка TLS и ZRTP (с версии 0.9.7)
- Поддерживаемые аудиокодеки: G711u, G711a, GSM, Speex (8, 16, 32 kHz), CELT, G.722, Opus
- Поддержка нескольких SIP-аккаунтов
- Поддержка STUN с помощью аккаунта (0.9.7)
- Поддержка DTMF (SIP INFO)
- Обмен мгновенными сообщениями
- История вызовов и возможность поиска
- Определение тишины с помощью аудиокодека Speex
- Мастер помощи с аккаунтом
- Уведомления о голосовой почте, входящих звонках и информационные сообщения
- Сворачивание при запуске
- Сворачивание в трей
- Прямой вызов SIP (IP-to-IP)
- Повторное приглашение в SIP
- Поддержка адресных книг: интеграция с Evolution Data Server (для клиента GNOME), интеграция с KABC (для клиента KDE)
- Поддержка PulseAudio
- Нативный ALSA-интерфейс, поддержка DMix
- Языковые настройки: французский, английский, русский, немецкий, китайский, испанский, итальянский (0.9.7)
- Автоматическое открытие входящих URL